# 佐志生海岸
佐志生海岸（さしうかいがん）は、大分県臼杵市佐志生にある海岸。

## 概要
豊後水道に向かって東に突き出す佐賀関半島の南岸に位置し、臼杵湾に面するリアス式海岸。臼杵市と大分市（旧佐賀関町）との境界にも近い。日豊海岸国定公園に指定されており、また、1962年（昭和37年）11月3日に選定された大分百景にも選ばれている。近年、海岸が整備され、海水浴のための施設も整えられている。
海岸の沖合約300mには、オランダ船リーフデ号の到着地として、また、海水浴場として知られる黒島が浮かび、佐志生海岸には黒島への渡船の渡船場が設けられている。
ポルトガルの歴史家ディオゴ・デ・コウトが著した『亜細亜誌』には「豊後の王国のXATIVAIの港に一隻のオランダ船が到着した」と記されていることから、リーフデ号が到着したのは、黒島ではなく、XATIVAI（シャチヴィ、シャチヴァイ等と読まれたと推測されている）に音の似た佐志生であるとする説もある。

## 交通
- JR九州日豊本線佐志生駅から徒歩約15分